# Округ Хенкок (Ајова)
Округ Хенкок (енгл. Hancock County) је округ у америчкој савезној држави Ајова.

## Демографија
По попису из 2010. године број становника је 11.341, што је 759 (-6,3%) становника мање 2000. године.
| Група             | 2000.          | 2010.          |
| Белци             | 11.696 (96,7%) | 10.744 (94,7%) |
| Афроамериканци    | 11 (0,1%)      | 56 (0,5%)      |
| Азијати           | 37 (0,3%)      | 47 (0,4%)      |
| Хиспаноамериканци | 301 (2,5%)     | 398 (3,5%)     |
| Укупно            | 12.100         | 11.341         |